# Liga de Campeones de la UEFA 1995-96
La Liga de Campeones de la UEFA 1995-96 fue la edición número 41 en la historia de la competición. Se disputó entre agosto de 1995 y mayo de 1996, con la participación inicial de los campeones de las 24 mejores ligas de Europa, incluyendo al vigente campeón, el Ajax de Ámsterdam.
La final, a partido único, tuvo lugar el 22 de mayo de 1996 en el Estadio Olímpico de Roma, en Italia, y en ella se enfrentaron el Ajax, vigente campeón y la Juventus, siendo la segunda vez que se enfrentaban en una final. Venció el equipo italiano en la tanda de penaltis tras un empate a uno en el tiempo reglamentario que permaneció en la prórroga, llevándose así su segunda Liga de Campeones, 11 años después de su primer título.

## Ronda previa
El sorteo se realizó el 12 de julio de 1995 en Ginebra
Los partidos se disputaron el 9 y 23 de agosto de 1995.
| Equipo Local Ida  | Resultado  | Equipo Visitante Ida | Ida   | Vuelta |
| ----------------- | ---------- | -------------------- | ----- | ------ |
| Dinamo de Kiev    | 4 - 1      | Aalborg              | 1 - 0 | 3 - 1  |
| Panathinaikos     | (v.) 1 - 1 | Hajduk Split         | 0 - 0 | 1 - 1  |
| Legia de Varsovia | 3 - 1      | IFK Göteborg         | 1 - 0 | 2 - 1  |
| Rosenborg         | 4 - 3      | Beşiktaş             | 3 - 0 | 1 - 3  |
| Austria Salzburgo | 0 - 1      | Steaua de Bucarest   | 0 - 0 | 0 - 1  |
| Rangers           | 1 - 0      | Anorthosis           | 1 - 0 | 0 - 0  |
| Grasshopper       | 2 - 1      | Maccabi Tel Aviv     | 1 - 1 | 1 - 0  |
| Anderlecht        | 1 - 2      | Ferencváros          | 0 - 1 | 1 - 1  |

## Liguilla de octavos de final
El sorteo se realizó el 25 de agosto de 1995 en Ginebra.

### Grupo A
| Pos. | Equipo        | Pts. | PJ | G | E | P | GF | GC | Dif. | Clasificación             |
| ---- | ------------- | ---- | -- | - | - | - | -- | -- | ---- | ------------------------- |
| 1    | Panathinaikos | 11   | 6  | 3 | 2 | 1 | 7  | 3  | +4   | Acceso a cuartos de final |
| 2    | Nantes        | 9    | 6  | 2 | 3 | 1 | 8  | 6  | +2   | Acceso a cuartos de final |
| 3    | Porto         | 7    | 6  | 1 | 4 | 1 | 6  | 5  | +1   |                           |
| 4    | Aalborg       | 4    | 6  | 1 | 1 | 4 | 5  | 12 | −7   |                           |

 Fuente: [cita requerida]
| Jor. | Fecha            | Estadio               | Local         | Visitante     | Resultado       |
| ---- | ---------------- | --------------------- | ------------- | ------------- | --------------- |
| 1    | 13 de septiembre | Stade de la Beaujoire | Nantes        | Porto         | 0–0             |
| 1    | 13 de septiembre | Lobanovsky Stadium    | Aalborg       | Panathinaikos | partido anulado |
| 2    | 27 de septiembre | Das Antas             | Porto         | Aalborg       | 2–0             |
| 2    | 27 de septiembre | Apostolos Nikolaidis  | Panathinaikos | Nantes        | 3–1             |
| 3    | 18 de octubre    | Stade de la Beaujoire | Nantes        | Aalborg       | 3-1             |
| 3    | 18 de octubre    | Das Antas             | Porto         | Panathinaikos | 0–1             |
| 4    | 25 de octubre    | Aalborg Stadion       | Aalborg       | Panathinaikos | 2–1             |
| 4    | 1 de noviembre   | Aalborg Stadion       | Aalborg       | Nantes        | 0–2             |
| 5    | 1 de noviembre   | Apostolos Nikolaidis  | Panathinaikos | Porto         | 0–0             |
| 5    | 22 de noviembre  | Das Antas             | Porto         | Nantes        | 2–2             |
| 5    | 22 de noviembre  | Apostolos Nikolaidis  | Panathinaikos | Aalborg       | 2–0             |
| 6    | 6 de diciembre   | Stade de la Beaujoire | Nantes        | Panathinaikos | 0–0             |
| 6    | 6 de diciembre   | Aalborg Stadion       | Aalborg       | Porto         | 2–2             |

### Grupo B
| Pos. | Equipo            | Pts. | PJ | G | E | P | GF | GC | Dif. | Clasificación             |
| ---- | ----------------- | ---- | -- | - | - | - | -- | -- | ---- | ------------------------- |
| 1    | Spartak de Moscú  | 18   | 6  | 6 | 0 | 0 | 15 | 4  | +11  | Acceso a cuartos de final |
| 2    | Legia de Varsovia | 7    | 6  | 2 | 1 | 3 | 5  | 8  | −3   | Acceso a cuartos de final |
| 3    | Rosenborg         | 6    | 6  | 2 | 0 | 4 | 11 | 16 | −5   |                           |
| 4    | Blackburn Rovers  | 4    | 6  | 1 | 1 | 4 | 5  | 8  | −3   |                           |

 Fuente: [cita requerida]
| Jor. | Fecha            | Estadio                 | Local             | Visitante         | Resultado |
| ---- | ---------------- | ----------------------- | ----------------- | ----------------- | --------- |
| 1    | 13 de septiembre | Marshal Józef Piłsudski | Legia de Varsovia | Rosenborg         | 3–1       |
| 1    | 13 de septiembre | Ewood Park              | Blackburn Rovers  | Spartak Moscú     | 0–1       |
| 2    | 27 de septiembre | Lerkendal               | Rosenborg         | Blackburn Rovers  | 2–1       |
| 2    | 27 de septiembre | Olímpico Luzhniki       | Spartak Moscú     | Legia de Varsovia | 2–1       |
| 3    | 18 de octubre    | Marshal Józef Piłsudski | Legia de Varsovia | Blackburn Rovers  | 1–0       |
| 3    | 18 de octubre    | Lerkendal               | Rosenborg         | Spartak Moscú     | 2–4       |
| 4    | 1 de noviembre   | Ewood Park              | Blackburn Rovers  | Legia de Varsovia | 0–0       |
| 4    | 1 de noviembre   | Olímpico Luzhniki       | Spartak Moscú     | Rosenborg         | 4–1       |
| 5    | 22 de noviembre  | Lerkendal               | Rosenborg         | Legia de Varsovia | 4–0       |
| 5    | 22 de noviembre  | Olímpico Luzhniki       | Spartak Moscú     | Blackburn Rovers  | 3–0       |
| 6    | 6 de diciembre   | Marshal Józef Piłsudski | Legia de Varsovia | Spartak Moscú     | 0–1       |
| 6    | 6 de diciembre   | Ewood Park              | Blackburn Rovers  | Rosenborg         | 4–1       |

### Grupo C
| Pos. | Equipo             | Pts. | PJ | G | E | P | GF | GC | Dif. | Clasificación             |
| ---- | ------------------ | ---- | -- | - | - | - | -- | -- | ---- | ------------------------- |
| 1    | Juventus           | 13   | 6  | 4 | 1 | 1 | 15 | 4  | +11  | Acceso a cuartos de final |
| 2    | Borussia Dortmund  | 9    | 6  | 2 | 3 | 1 | 8  | 8  | 0    | Acceso a cuartos de final |
| 3    | Steaua de Bucarest | 6    | 6  | 1 | 3 | 2 | 2  | 5  | −3   |                           |
| 4    | Rangers            | 3    | 6  | 0 | 3 | 3 | 6  | 14 | −8   |                           |

 Fuente: [cita requerida]
| Jor. | Fecha            | Estadio           | Local              | Visitante          | Resultado |
| ---- | ---------------- | ----------------- | ------------------ | ------------------ | --------- |
| 1    | 13 de septiembre | Westfalenstadion  | Borussia Dortmund  | Juventus           | 1–3       |
| 1    | 13 de septiembre | Ghencea Stadium   | Steaua de Bucarest | Glasgow Rangers    | 1–0       |
| 2    | 27 de septiembre | Stadio delle Alpi | Juventus           | Steaua de Bucarest | 3–0       |
| 2    | 27 de septiembre | Ibrox Stadium     | Glasgow Rangers    | Borussia Dortmund  | 2–2       |
| 3    | 18 de octubre    | Westfalenstadion  | Borussia Dortmund  | Steaua de Bucarest | 1–0       |
| 3    | 18 de octubre    | Stadio delle Alpi | Juventus           | Glasgow Rangers    | 4–1       |
| 4    | 1 de noviembre   | Ghencea Stadium   | Steaua de Bucarest | Borussia Dortmund  | 0–0       |
| 4    | 1 de noviembre   | Ibrox Stadium     | Glasgow Rangers    | Juventus           | 0–4       |
| 5    | 22 de noviembre  | Stadio delle Alpi | Juventus           | Borussia Dortmund  | 1–2       |
| 5    | 22 de noviembre  | Ibrox Stadium     | Glasgow Rangers    | Steaua de Bucarest | 1–1       |
| 6    | 6 de diciembre   | Westfalenstadion  | Borussia Dortmund  | Glasgow Rangers    | 2–2       |
| 6    | 6 de diciembre   | Ghencea Stadium   | Steaua de Bucarest | Juventus           | 0–0       |

### Grupo D
| Pos. | Equipo      | Pts. | PJ | G | E | P | GF | GC | Dif. | Clasificación             |
| ---- | ----------- | ---- | -- | - | - | - | -- | -- | ---- | ------------------------- |
| 1    | Ajax        | 16   | 6  | 5 | 1 | 0 | 15 | 1  | +14  | Acceso a cuartos de final |
| 2    | Real Madrid | 10   | 6  | 3 | 1 | 2 | 11 | 5  | +6   | Acceso a cuartos de final |
| 3    | Ferencváros | 5    | 6  | 1 | 2 | 3 | 9  | 19 | −10  |                           |
| 4    | Grasshopper | 2    | 6  | 0 | 2 | 4 | 3  | 13 | −10  |                           |

 Fuente: [cita requerida]
| Jor. | Fecha            | Estadio               | Local          | Visitante      | Resultado |
| ---- | ---------------- | --------------------- | -------------- | -------------- | --------- |
| 1    | 13 de septiembre | Olímpico de Ámsterdam | Ajax Ámsterdam | Real Madrid    | 1–0       |
| 1    | 13 de septiembre | Hardturm-Stadion      | Grasshopper    | Ferencváros    | 0–3       |
| 2    | 27 de septiembre | Santiago Bernabéu     | Real Madrid    | Grasshopper    | 2–0       |
| 2    | 27 de septiembre | Stadion Üllői Út      | Ferencváros    | Ajax Ámsterdam | 1–5       |
| 3    | 18 de octubre    | Olímpico de Ámsterdam | Ajax Ámsterdam | Grasshopper    | 3–0       |
| 3    | 18 de octubre    | Santiago Bernabéu     | Real Madrid    | Ferencváros    | 6–1       |
| 4    | 1 de noviembre   | Hardturm-Stadion      | Grasshopper    | Ajax Ámsterdam | 0–0       |
| 4    | 1 de noviembre   | Stadion Üllői Út      | Ferencváros    | Real Madrid    | 1–1       |
| 5    | 22 de noviembre  | Santiago Bernabéu     | Real Madrid    | Ajax Ámsterdam | 0–2       |
| 5    | 22 de noviembre  | Stadion Üllői Út      | Ferencváros    | Grasshopper    | 3–3       |
| 6    | 6 de diciembre   | Olímpico de Ámsterdam | Ajax Ámsterdam | Ferencváros    | 4–0       |
| 6    | 6 de diciembre   | Hardturm-Stadion      | Grasshopper    | Real Madrid    | 0–2       |

## Segunda fase
Los ocho equipos clasificados disputaron una serie de eliminatorias a ida y vuelta, hasta decidir los dos equipos clasificados para la final de Roma. En la tabla se muestran todos los cruces de la fase final. El primer equipo de cada eliminatoria jugó como local el partido de ida, y el segundo jugó en su campo la vuelta. En los resultados se indica el marcador en la ida, seguido del de la vuelta.
La eliminatoria de cuartos de final emparejó los grupos de dos en dos (A con B y C con D) de modo que el primero de un grupo concreto jugase contra el segundo de otro específico y viceversa, y que dos equipos de un mismo grupo sólo pudieran enfrentarse otra vez en la final. En la eliminatoria de cuartos, además los primeros de grupo contaban con la ventaja de jugar la vuelta como locales. El sorteo para el orden de los partidos de semifinales se realizó el 22 de marzo de 1996 en Lausana
|  | Cuartos de final                                      | Cuartos de final                                      | Cuartos de final                                      | Cuartos de final                                      | Cuartos de final                                      |   |    | Semifinales                                           | Semifinales                                           | Semifinales                                           | Semifinales                                           | Semifinales                                           |  |    | Final                                     | Final                                     | Final                                     |  |
|  | 6 de marzo de 1996 (ida) 20 de marzo de 1996 (vuelta) | 6 de marzo de 1996 (ida) 20 de marzo de 1996 (vuelta) | 6 de marzo de 1996 (ida) 20 de marzo de 1996 (vuelta) | 6 de marzo de 1996 (ida) 20 de marzo de 1996 (vuelta) | 6 de marzo de 1996 (ida) 20 de marzo de 1996 (vuelta) |   |    | 3 de abril de 1996 (ida) 17 de abril de 1996 (vuelta) | 3 de abril de 1996 (ida) 17 de abril de 1996 (vuelta) | 3 de abril de 1996 (ida) 17 de abril de 1996 (vuelta) | 3 de abril de 1996 (ida) 17 de abril de 1996 (vuelta) | 3 de abril de 1996 (ida) 17 de abril de 1996 (vuelta) |  |    | 22 de mayo de 1996 Estadio Olímpico, Roma | 22 de mayo de 1996 Estadio Olímpico, Roma | 22 de mayo de 1996 Estadio Olímpico, Roma |  |
|  |                                                       |                                                       |                                                       |                                                       |                                                       |   |    |                                                       |                                                       |                                                       |                                                       |                                                       |  |    |                                           |                                           |                                           |  |
|  |                                                       |                                                       |                                                       |                                                       |                                                       |   |    |                                                       |                                                       |                                                       |                                                       |                                                       |  |    |                                           |                                           |                                           |  |
|  | 2D                                                    | Real Madrid                                           | 1                                                     | 0                                                     | 1                                                     |   |    |                                                       |                                                       |                                                       |                                                       |                                                       |  |    |                                           |                                           |                                           |  |
|  | 2D                                                    | Real Madrid                                           | 1                                                     | 0                                                     | 1                                                     |   |    |                                                       |                                                       |                                                       |                                                       |                                                       |  |    |                                           |                                           |                                           |  |
|  | 1C                                                    | Juventus                                              | 0                                                     | 2                                                     | 2                                                     |   |    |                                                       |                                                       |                                                       |                                                       |                                                       |  |    |                                           |                                           |                                           |  |
|  | 1C                                                    | Juventus                                              | 0                                                     | 2                                                     | 2                                                     |   | 1C | Juventus                                              | 2                                                     | 2                                                     | 4                                                     |                                                       |  |    |                                           |                                           |                                           |  |
|  |                                                       |                                                       |                                                       |                                                       |                                                       |   | 1C | Juventus                                              | 2                                                     | 2                                                     | 4                                                     |                                                       |  |    |                                           |                                           |                                           |  |
|  |                                                       |                                                       | 2A                                                    | Nantes                                                | 0                                                     | 3 | 3  |                                                       |                                                       |                                                       |                                                       |                                                       |  |    |                                           |                                           |                                           |  |
|  | 2A                                                    | Nantes                                                | 2A                                                    | Nantes                                                | 0                                                     | 3 | 3  | 2                                                     | 2                                                     | 4                                                     |                                                       |                                                       |  |    |                                           |                                           |                                           |  |
|  | 2A                                                    | Nantes                                                |                                                       |                                                       |                                                       |   |    |                                                       |                                                       | 4                                                     |                                                       |                                                       |  |    |                                           |                                           |                                           |  |
|  | 1B                                                    | Spartak de Moscú                                      | 0                                                     | 2                                                     | 2                                                     |   |    |                                                       |                                                       |                                                       |                                                       |                                                       |  |    |                                           |                                           |                                           |  |
|  | 1B                                                    | Spartak de Moscú                                      | 0                                                     | 2                                                     | 2                                                     |   |    |                                                       |                                                       |                                                       |                                                       |                                                       |  | 1C | Juventus (p.)                             | 1 (4)                                     |                                           |  |
|  |                                                       |                                                       |                                                       |                                                       |                                                       |   |    |                                                       |                                                       |                                                       |                                                       |                                                       |  | 1C | Juventus (p.)                             | 1 (4)                                     |                                           |  |
|  |                                                       |                                                       | 1D                                                    | Ajax                                                  | 1 (2)                                                 |   |    |                                                       |                                                       |                                                       |                                                       |                                                       |  |    |                                           |                                           |                                           |  |
|  | 2C                                                    | Borussia Dortmund                                     | 1D                                                    | Ajax                                                  | 1 (2)                                                 | 0 | 0  | 0                                                     |                                                       |                                                       |                                                       |                                                       |  |    |                                           |                                           |                                           |  |
|  | 2C                                                    | Borussia Dortmund                                     |                                                       |                                                       |                                                       |   |    |                                                       |                                                       |                                                       |                                                       |                                                       |  |    |                                           |                                           |                                           |  |
|  | 1D                                                    | Ajax                                                  | 2                                                     | 1                                                     | 3                                                     |   |    |                                                       |                                                       |                                                       |                                                       |                                                       |  |    |                                           |                                           |                                           |  |
|  | 1D                                                    | Ajax                                                  | 2                                                     | 1                                                     | 3                                                     |   | 1D | Ajax                                                  | 0                                                     | 3                                                     | 3                                                     |                                                       |  |    |                                           |                                           |                                           |  |
|  |                                                       |                                                       |                                                       |                                                       |                                                       |   | 1D | Ajax                                                  | 0                                                     | 3                                                     | 3                                                     |                                                       |  |    |                                           |                                           |                                           |  |
|  |                                                       |                                                       | 1A                                                    | Panathinaikos                                         | 1                                                     | 0 | 1  |                                                       |                                                       |                                                       |                                                       |                                                       |  |    |                                           |                                           |                                           |  |
|  | 2B                                                    | Legia de Varsovia                                     | 1A                                                    | Panathinaikos                                         | 1                                                     | 0 | 1  | 0                                                     | 0                                                     | 0                                                     |                                                       |                                                       |  |    |                                           |                                           |                                           |  |
|  | 2B                                                    | Legia de Varsovia                                     |                                                       |                                                       |                                                       |   |    |                                                       |                                                       | 0                                                     |                                                       |                                                       |  |    |                                           |                                           |                                           |  |
|  | 1A                                                    | Panathinaikos                                         | 0                                                     | 3                                                     | 3                                                     |   |    |                                                       |                                                       |                                                       |                                                       |                                                       |  |    |                                           |                                           |                                           |  |
|  | 1A                                                    | Panathinaikos                                         | 0                                                     | 3                                                     | 3                                                     |   |    |                                                       |                                                       |                                                       |                                                       |                                                       |  |    |                                           |                                           |                                           |  |
|  |                                                       |                                                       |                                                       |                                                       |                                                       |   |    |                                                       |                                                       |                                                       |                                                       |                                                       |  |    |                                           |                                           |                                           |  |

## Final
| 1          | POR        | Edwin van der Sar |       |
| 2          | DEF        | Sonny Silooy      |       |
| 3          | DEF        | Danny Blind       |       |
| 4          | DEF        | Frank de Boer     | 68'   |
| 5          | DEF        | Winston Bogarde   |       |
| 6          | MED        | Edgar Davids      |       |
| 7          | MED        | Ronald de Boer    | 90+1' |
| 8          | MED        | Finidi George     |       |
| 11         | MED        | Kiki Musampa      | 46'   |
| 10         | DEL        | Jari Litmanen     |       |
| 9          | DEL        | Nwankwo Kanu      |       |
| Entrenador | Entrenador | Louis van Gaal    |       |

| 1          | POR        | Angelo Peruzzi       |     |
| 2          | DEF        | Ciro Ferrara         |     |
| 3          | DEF        | Moreno Torricelli    |     |
| 4          | DEF        | Pietro Vierchowod    |     |
| 5          | DEF        | Gianluca Pessotto    |     |
| 8          | MED        | Antonio Conte        | 46' |
| 6          | MED        | Paulo Sousa          | 57' |
| 7          | MED        | Didier Deschamps     |     |
| 10         | DEL        | Alessandro Del Piero |     |
| 9          | DEL        | Gianluca Vialli      |     |
| 11         | DEL        | Fabrizio Ravanelli   | 77' |
| Entrenador | Entrenador | Marcello Lippi       |     |

| 15 | DEL | Patrick Kluivert | 46'   |
| 13 | MED | Arnold Scholten  | 68'   |
| 14 | MED | Nordin Wooter    | 90+1' |

| 14 | MED | Vladimir Jugović | 46' |
| 13 | MED | Angelo Di Livio  | 57' |
| 16 | DEL | Michele Padovano | 77' |

| Anotado | 41' | Jari Litmanen | 1-1 |

| Anotado | 12' | Fabrizio Ravanelli | 0-1 |

| Edgar Davids    | Fallo de penal   | 0:0 |                  |                   |
|                 |                  | 0:1 | Acierto de penal | Ciro Ferrara      |
| Jari Litmanen   | Acierto de penal | 1:1 |                  |                   |
|                 |                  | 1:2 | Acierto de penal | Gianluca Pessotto |
| Arnold Scholten | Acierto de penal | 2:2 |                  |                   |
|                 |                  | 2:3 | Acierto de penal | Michele Padovano  |
| Sonny Silooy    | Fallo de penal   | 2:3 |                  |                   |
|                 |                  | 2:4 | Acierto de penal | Vladimir Jugović  |

| Amonestado | 22' | Finidi George |
| Amonestado | 83' | Danny Blind   |
| Amonestado | 92' | Nordin Wooter |

| Amonestado | 50'  | Vladimir Jugović  |
| Amonestado | 87'  | Didier Deschamps  |
| Amonestado | 102' | Moreno Torricelli |
| Amonestado | 106' | Angelo Di Livio   |

| Árbitro             | Manuel Díaz Vega               |
| Árbitros asistentes | Joaquín Olmos González         |
| Árbitros asistentes | Manuel Fernando Tresaco Gracia |
| Cuarto árbitro      | José María García-Aranda       |

| 1          | POR        | Edwin van der Sar |       |
| 2          | DEF        | Sonny Silooy      |       |
| 3          | DEF        | Danny Blind       |       |
| 4          | DEF        | Frank de Boer     | 68'   |
| 5          | DEF        | Winston Bogarde   |       |
| 6          | MED        | Edgar Davids      |       |
| 7          | MED        | Ronald de Boer    | 90+1' |
| 8          | MED        | Finidi George     |       |
| 11         | MED        | Kiki Musampa      | 46'   |
| 10         | DEL        | Jari Litmanen     |       |
| 9          | DEL        | Nwankwo Kanu      |       |
| Entrenador | Entrenador | Louis van Gaal    |       |

| 1          | POR        | Angelo Peruzzi       |     |
| 2          | DEF        | Ciro Ferrara         |     |
| 3          | DEF        | Moreno Torricelli    |     |
| 4          | DEF        | Pietro Vierchowod    |     |
| 5          | DEF        | Gianluca Pessotto    |     |
| 8          | MED        | Antonio Conte        | 46' |
| 6          | MED        | Paulo Sousa          | 57' |
| 7          | MED        | Didier Deschamps     |     |
| 10         | DEL        | Alessandro Del Piero |     |
| 9          | DEL        | Gianluca Vialli      |     |
| 11         | DEL        | Fabrizio Ravanelli   | 77' |
| Entrenador | Entrenador | Marcello Lippi       |     |

| 15 | DEL | Patrick Kluivert | 46'   |
| 13 | MED | Arnold Scholten  | 68'   |
| 14 | MED | Nordin Wooter    | 90+1' |

| 14 | MED | Vladimir Jugović | 46' |
| 13 | MED | Angelo Di Livio  | 57' |
| 16 | DEL | Michele Padovano | 77' |

| Anotado | 41' | Jari Litmanen | 1-1 |

| Anotado | 12' | Fabrizio Ravanelli | 0-1 |

| Edgar Davids    | Fallo de penal   | 0:0 |                  |                   |
|                 |                  | 0:1 | Acierto de penal | Ciro Ferrara      |
| Jari Litmanen   | Acierto de penal | 1:1 |                  |                   |
|                 |                  | 1:2 | Acierto de penal | Gianluca Pessotto |
| Arnold Scholten | Acierto de penal | 2:2 |                  |                   |
|                 |                  | 2:3 | Acierto de penal | Michele Padovano  |
| Sonny Silooy    | Fallo de penal   | 2:3 |                  |                   |
|                 |                  | 2:4 | Acierto de penal | Vladimir Jugović  |

| Amonestado | 22' | Finidi George |
| Amonestado | 83' | Danny Blind   |
| Amonestado | 92' | Nordin Wooter |

| Amonestado | 50'  | Vladimir Jugović  |
| Amonestado | 87'  | Didier Deschamps  |
| Amonestado | 102' | Moreno Torricelli |
| Amonestado | 106' | Angelo Di Livio   |

| Árbitro             | Manuel Díaz Vega               |
| Árbitros asistentes | Joaquín Olmos González         |
| Árbitros asistentes | Manuel Fernando Tresaco Gracia |
| Cuarto árbitro      | José María García-Aranda       |

|                                   |
| Bandera de Italia                 |
| Campeón Juventus F. C. 2.º título |

## Estadísticas

### Rendimiento general
| Pos. | Equipo             | Pts. | PJ | G | E | P | GF | GC | Dif. | Rend.  |
| ---- | ------------------ | ---- | -- | - | - | - | -- | -- | ---- | ------ |
| 1    | Juventus           | 20   | 11 | 6 | 2 | 3 | 22 | 9  | +13  | 60.60% |
| 2    | Ajax               | 26   | 11 | 8 | 2 | 1 | 22 | 3  | +19  | 78.79% |
|      |                    |      |    |   |   |   |    |    |      |        |
| 3    | Panathinaikos      | 18   | 10 | 5 | 3 | 2 | 11 | 6  | +5   | 60%    |
| 4    | Nantes             | 16   | 10 | 4 | 4 | 2 | 15 | 12 | +3   | 53.33% |
|      |                    |      |    |   |   |   |    |    |      |        |
| 5    | Spartak de Moscú   | 19   | 8  | 6 | 1 | 1 | 17 | 8  | +9   | 79.17% |
| 6    | Real Madrid        | 13   | 8  | 4 | 1 | 3 | 12 | 7  | +5   | 54.17% |
| 7    | Borussia Dortmund  | 9    | 8  | 2 | 3 | 3 | 8  | 11 | −3   | 37.50% |
| 8    | Legia de Varsovia  | 8    | 8  | 2 | 2 | 4 | 5  | 11 | −6   | 33.33% |
|      |                    |      |    |   |   |   |    |    |      |        |
| 9    | Porto              | 7    | 6  | 1 | 4 | 1 | 6  | 5  | +1   | 38.89% |
| 10   | Steaua de Bucarest | 6    | 6  | 1 | 3 | 2 | 2  | 5  | −3   | 33.33% |
| 11   | Rosenborg          | 6    | 6  | 2 | 0 | 4 | 11 | 16 | −5   | 33.33% |
| 12   | Ferencváros        | 5    | 6  | 1 | 2 | 3 | 9  | 19 | −10  | 27.78% |
| 13   | Blackburn Rovers   | 4    | 6  | 1 | 1 | 4 | 5  | 8  | −3   | 22.22% |
| 14   | Aalborg            | 4    | 6  | 1 | 1 | 4 | 5  | 12 | −7   | 22.22% |
| 15   | Rangers            | 3    | 6  | 0 | 3 | 3 | 6  | 14 | −8   | 16.67% |
| 16   | Grasshopper        | 2    | 6  | 0 | 2 | 4 | 3  | 13 | −10  | 11.11% |

 Fuente: 

### Máximos goleadores
Tabla de máximos goleadores de la Liga de Campeones de la UEFA 1995–96 (no se incluyen las rondas preliminares):
| #  | Jugador              | Club             | Goles |
| -- | -------------------- | ---------------- | ----- |
| 1  | Jari Litmanen        | Ajax             | 9     |
| 2  | Alessandro Del Piero | Juventus         | 6     |
| 2  | Raúl González        | Real Madrid      | 6     |
| 2  | Krzysztof Warzycha   | Panathinaikos    | 6     |
| 5  | Patrick Kluivert     | Ajax             | 5     |
| 5  | Yuri Nikíforov       | Spartak Moscú    | 5     |
| 5  | Nicolas Ouédec       | Nantes           | 5     |
| 5  | Fabrizio Ravanelli   | Juventus         | 5     |
| 9  | Mike Newell          | Blackburn Rovers | 4     |
| 9  | Iván Zamorano        | Real Madrid      | 4     |
| 11 | Erik Bo Andersen     | Aalborg BK       | 3     |
| 11 | Karl Petter Løken    | Rosenborg        | 3     |
| 11 | Reynald Pedros       | Nantes           | 3     |
| 11 | Sergei Yuran         | Spartak Moscú    | 3     |
| 11 | Japhet N'Doram       | Nantes           | 3     |